# غلامحسن اولاد
غلامحسن اولاد (زاده ۶ آبان ۱۳۲۹ دهرم – درگذشته ۵ فروردین ۱۳۹۶ شیراز) شاعر و نویسنده پیشکسوت معاصر دهرمی؛ متخلص به «م. اندیش»
بعد از مدتی بیماری و بستری در بیمارستان؛ سرانجام در ۵ فروردین ۱۳۹۶ در ۶۶ سالگی درگذشت.
این شاعر آثار ارزشمندی در غزل و شعر سپید از خود به جای گذاشته است.

## آثار
- باغ آتش
- بهار و تکه مهتاب
- کنار خوشه گندم
- تریشه‌های غزل
- تو سرو هم که نباشی بلندبالایی
- عاشقانه‌هایم را هیچ‌کس نمی‌خواند.
- در باغ خسته بعدازظهر
- از خودت ای حوصله سر رفته‌ای.
- همینکه زلف تو بر باد می‌رود کافیست.

آخرین اثر اولاد «صحرای بایزیدی» نام داشت که در سال ۹۵ رونمایی شد.
سال گذشته سالن اصلی دانشگاه فرهنگ و هنر شیراز به نام استاد غلامحسن اولاد نامگذاری شد.

از جملات زیبای وی: 
"ادبیات و شعر فخیم هزارساله ما زمین‌گیر شده و مردم ظرف سال‌های اخیر یک‌باره با کتاب قهر کرده‌اند."